# Pischelsdorf am Engelbach
Pischelsdorf am Engelbach ist eine Gemeinde in Oberösterreich im Bezirk Braunau am Inn im Innviertel mit 1781 Einwohnern (Stand 1. Jänner 2024).

## Geografie
Pischelsdorf am Engelbach liegt auf 433 m Höhe im Innviertel. Die Ausdehnung beträgt von Nord nach Süd 6,9 km, von West nach Ost 8,2 km. Die Gesamtfläche beträgt 32,7 km². 30,9 % der Fläche sind bewaldet, 64,5 % der Fläche sind landwirtschaftlich genutzt. Zur Unterscheidung von anderen Orten namens Pischelsdorf trägt der Hauptort sowie die Gemeinde einen Namenszusatz, der auf den sie durchfließenden Engelbach verweist.

### Gemeindegliederung
Das Gemeindegebiet umfasst folgende 33 Ortschaften (in Klammern Einwohnerzahl Stand 1. Jänner 2024):
- Aich (6)
- Berg (0)
- Buch (35)
- Deimledt (8)
- Dessenhausen (76)
- Edt (16)
- Engelschärding (99)
- Erlach (58)
- Feldmühl (49)
- Glatzberg (11)
- Großgollern (20)
- Gschwendt (37)
- Hart (31)
- Humertsham (41)
- Irnstötten (23)
- Kager (10)
- Kaltenhausen (9)
- Kleingollern (28)
- Landerting (64)
- Moos (15)
- Ottendorf (80)
- Perleiten (13)
- Pfaffing (20)
- Pischelsdorf am Engelbach (406)
- Posching (7)
- Schmidham (223)
- Schwarzgröben (33)
- Siegerting (179)
- Stapfing (10)
- Stempfen (11)
- Unterhart (13)
- Wagenham (121)
- Wehrsdorf (29)

Die Gemeinde besteht aus den Katastralgemeinden Erlach, Gschwendt, Humertsham und Pischelsdorf.
Der zuständige Gerichtsbezirk ist der Gerichtsbezirk Mattighofen.

### Nachbargemeinden
| Neukirchen an der Enknach    | Burgkirchen                                 | Helpfau-Uttendorf     |
| St. Georgen am Fillmannsbach | Kompassrose, die auf Nachbargemeinden zeigt | Schalchen Mattighofen |
|                              | Auerbach                                    | Pfaffstätt            |

## Geschichte
Im Jahre 803 schenkten Cotalind und ihr Bruder Popili die Kirche Maria Himmelfahrt, die Cotafried und Gemahlin Kepahilt errichtet hatten (Weihe 739), samt Besitz dem Passauer Bistum, daher der Ortsname Bischofsdorf.
Seit Gründung des Herzogtums Bayern war der Ort bis 1779 bayrisch und kam nach dem Frieden von Teschen mit dem Innviertel (damals Innbaiern) zu Österreich. Während der Napoleonischen Kriege wieder kurz königlich-bayrisch, gehört er seit 1814 endgültig zum Kronland Österreich ob der Enns. Nach dem Anschluss Österreichs an das Deutsche Reich am 13. März 1938 gehörte der Ort zum Gau Oberdonau. Nach 1945 erfolgte die Wiederherstellung Oberösterreichs.

### Einwohnerentwicklung
1991 hatte die Gemeinde laut Volkszählung 1.513 Einwohner, 2001 dann 1.641 Einwohner. Grund für die Zunahme waren eine positive Geburtenbilanz und eine positive Wanderungsbilanz. In den nächsten 10 Jahren nahm die Abwanderung zu, konnte aber durch die Geburtenbilanz beinahe ausgeglichen werden, sodass die Bevölkerungszahl nur leicht auf 1.639 zurückging. Im Jahr 2018 erreichte die Einwohnerzahl einen Höchststand von 1.672 Personen.

## Kultur und Sehenswürdigkeiten

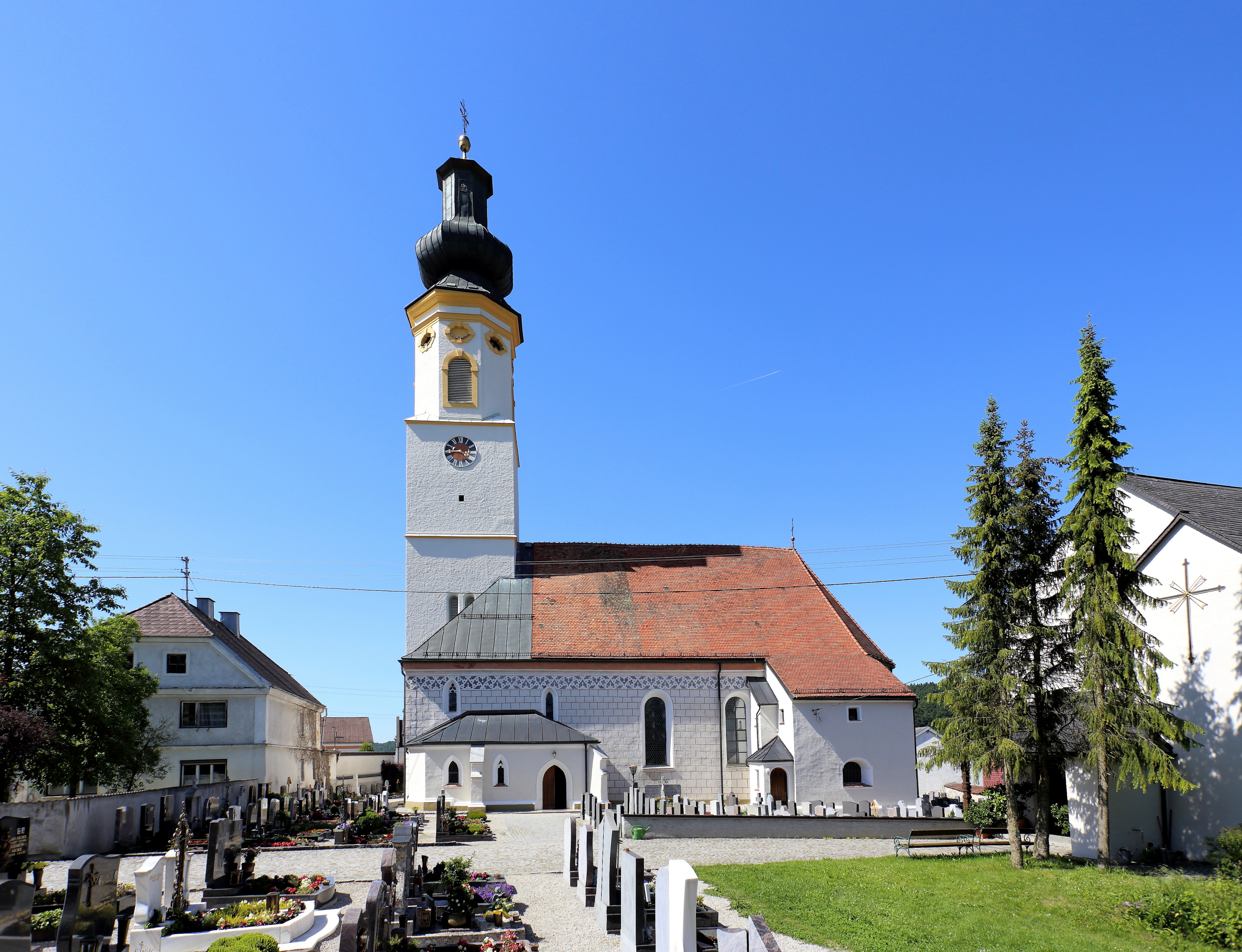
Pfarrkirche Pischelsdorf am Engelbach

- Katholische Pfarrkirche Pischelsdorf am Engelbach Mariä Himmelfahrt
- Wallfahrtskirche Hart im Ortsteil Hart

## Wirtschaft und Infrastruktur
Pischelsdorf am Engelbach ist eine Agrar- und Wohngemeinde. Im Jahr 2010 gab es 114 landwirtschaftliche Betriebe, davon waren 58 Vollerwerbsbauern.
Von den 839 Erwerbstätigen, die 2011 in Pischelsdorf lebten, arbeiteten 217 in der Gemeinde.  622 Menschen pendelten aus, 85 kamen aus der Umgebung zur Arbeit nach Pischelsdorf.

### Verkehr
- Straße: Pischelsdorf liegt zwischen der Lamprechtshausener Straße B156 im Westen und der Mauerkirchener Straße B142 im Osten.
- Öffentlicher Verkehr: Vom Ortszentrum verkehren Busse nach Braunau, Mattighofen, Neukirchen und Geretsberg.[7]

## Politik
Der Gemeinderat hat 19 Mitglieder.
- Mit den Gemeinderats- und Bürgermeisterwahlen in Oberösterreich 2003 hatte der Gemeinderat folgende Verteilung: 13 ÖVP, 4 SPÖ und 2 FPÖ.
- Mit den Gemeinderats- und Bürgermeisterwahlen in Oberösterreich 2009 hatte der Gemeinderat folgende Verteilung: 11 ÖVP, 5 FPÖ und 3 SPÖ.
- Mit den Gemeinderats- und Bürgermeisterwahlen in Oberösterreich 2015 hatte der Gemeinderat folgende Verteilung: 10 ÖVP, 6 FPÖ und 3 SPÖ.
- Mit den Gemeinderats- und Bürgermeisterwahlen in Oberösterreich 2021 hat der Gemeinderat folgende Verteilung: 10 ÖVP, 7 FPÖ und 2 SPÖ.[8][9]

### Bürgermeister
- 1909–1912 und 1921–1924 Franz Giger
- bis 2014 Johann Sengthaler (ÖVP)[10]
- 2014–2021 Josef Rehrl jun. (ÖVP)
- seit 2021 Gerhard Höflmaier (ÖVP)

### Wappen
Blasonierung: Schräg geteilt; oben in Rot eine goldene, aus der Teilungslinie wachsende Krümme eines Bischofsstabes, unten in Silber ein grüner, quergestellter Buchenast mit zwei grünen Blättern, je eines von unten nach oben und von oben nach unten gebogen. Die Gemeindefarben sind Rot-Gelb-Grün.

## Persönlichkeiten

### Söhne und Töchter der Gemeinde
- Hans Krotthammer (1918–1977), Opernsänger
- Joseph Werndl (1929–2022), Organist, Chorleiter, Komponist und Kapellmeister

### Personen mit Bezug zur Gemeinde
- Franz Giger (1856–1937), Bauer und Politiker, Bürgermeister von Pischelsdorf am Engelbach